# Biserica de lemn din Mănăstirea Bistrița

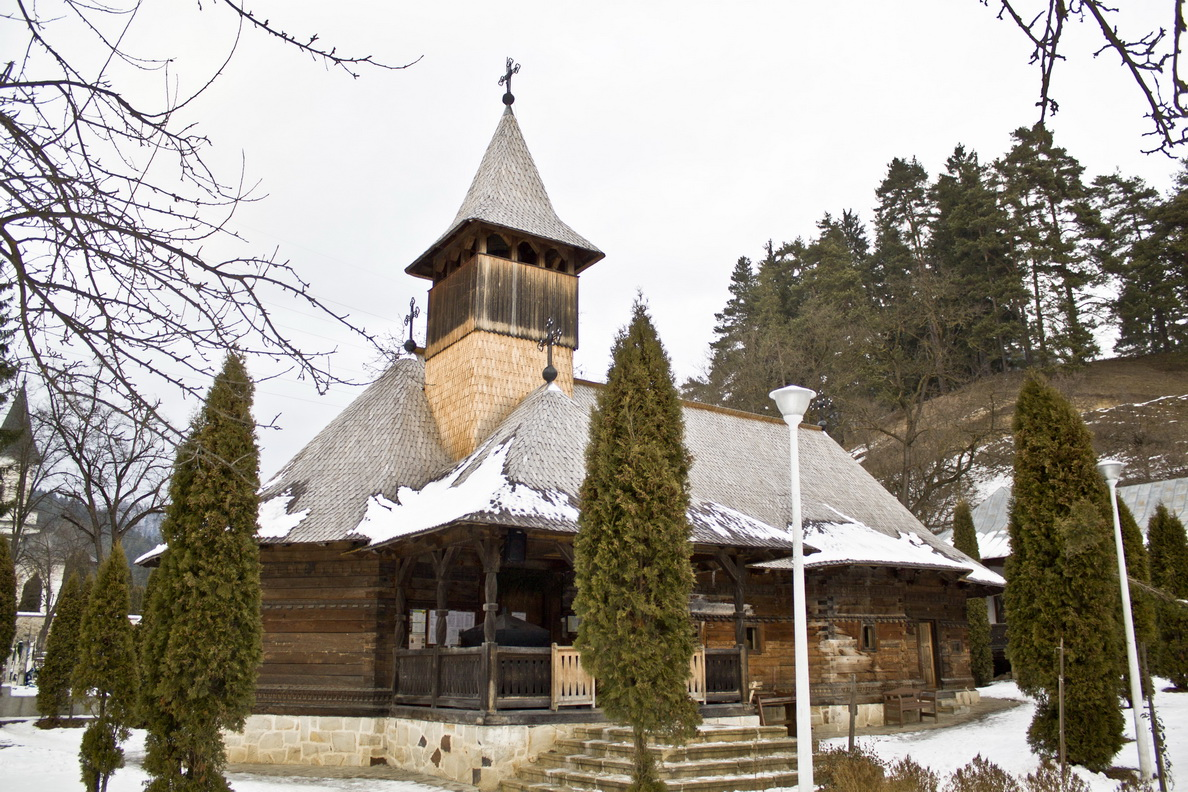
Biserica de lemn din cimitirul Mănăstirii Bistriţa, judeţul Neamţ

Biserica de lemn din Mănăstirea Bistrița, din localitatea Bistrița din județul Neamț.